# غريغ هولمز (تنس)
غريغ هولمز (بالإنجليزية: Greg Holmes) مواليد 29 أغسطس 1963 في كوفينا، هو لاعب كرة مضرب أمريكي سابق بدأ مسيرته كمحترف سنة 1983 وكان يلعب باليد اليمنى، اعتزل اللعب في 1990. أعلى تصنيف له في الفردي كان المركز الـ 22 في سنة 1985. أعلى تصنيف له في الزوجي كان المركز الـ 66 في سنة 1987.

## روابط خارجية
- غريغ هولمز على موقع رابطة محترفي التنس (الإنجليزية)
- غريغ هولمز على موقع الاتحاد الدولي لكرة المضرب (الإنجليزية)
- غريغ هولمز على موقع خلاصة التنس.كوم (الإنجليزية)